# Aimery VIII de Thouars
Aimery VIII de Thouars est un noble poitevin de la maison de Thouars, né en 1187 et décédé en 1246. Il est le fils d'Aimery VII de Thouars (v. 1152-1226), vicomte de Thouars, sénéchal de l'Anjou, puis sénéchal de Poitou, et de Sibylle de Laval.
- 22e vicomte de Thouars : 1242-1246.

## Biographie
Il succède à son frère aîné Guy Ier de Thouars (1183-1242) comme vicomte de Thouars. À son arrivée à la tête de la vicomté en 1242, il se rend à Chinon pour faire hommage au roi de France, Louis IX. Mais la confiance du roi resta limitée, et Aimery fut obligé de lui accorder le droit de placer des garnisons dans les villes et châteaux de la vicomté jusqu'à la fin de la lutte contre le comte de la Marche, Hugues X de Lusignan, son parent lointain, qui était toujours en rébellion contre le pouvoir capétien.

## Mariage et descendance

### Béatrix de Machecoul
Béatrix (v. 1185-1235) est la fille de Bernard (v. 1140-v. 1212) de la maison de Machecoul, seigneur de Machecoul, et d'Aénor de Tonnay (v. 1165-?), dame de Luçon. Elle hérite, de son frère Raoul II de Machecoul (v. 1183-1214), des seigneuries de Machecoul, Luçon et de La Roche-sur-Yon.
Béatrix de Machecoul décède en 1235 et fut inhumée à l'abbaye des Fontenelles.
Avant de mourir, elle avait fait une "donation en pure et perpétuelle aumône" à cette abbaye : le marché et le minage de Machecoul, l'emplacement où ils se trouvent et sur lequel est construite la maison nommé "la Cohue" avec tous les produits qu'elle en retirerait ; le droit de prendre, dans la forêt de Machecoul, tout le bois nécessaire pour réparer et agrandir la dite "Cohue".
Avant 1214, Aimery épouse Beatrix II de Machecoul, veuve de Guillaume de Mauléon (v. 1150-1214), seigneur de Talmont.

### Postérité
Aimery de Thouars et Béatrix de Machecoul ont deux enfants :
- Aimery de Thouars (♰ 1218) :
- Jeanne de Thouars (v. 1217-6 octobre 1258), dame de Machecoul, de Luçon et de La Roche-sur-Yon. Elle épouse en premières noces Hardouin IV (v. 1223-1243) de la maison de Maillé, seigneur de Maillé, sénéchal de Poitou, puis en secondes noces Maurice II de Belleville, seigneur de Belleville[1].

## Armoiries

### Armoiries [1214]
Armes d'Aimery, seigneur de Machecoul, avant qu'il ne devienne vicomte de Thouars.
| Blason | Blasonnement : Écu d'or à l'orle de neuf merlettes de gueules, au franc-quartier du même, un écusson brochant en cœur Commentaires : Blason d'Aimery, seigneur de Machecoul, d'après l'empreinte d'un sceau de 1214 dessinée par Dom Hyacinthe Morice au XVIIIe siècle. |

Référence